# Bulbine
Bulbine là một chi thực vật có hoa trong họ Xanthorrhoeaceae.